# Metharmostis
Metharmostis é um gênero de mariposa pertencente à família Acrolepiidae.